# Emil Buras
Emil Buras (ur. 10 października 1924, zm. 15 maja 2013) – pracownik branży motoryzacyjnej związany z Sanokiem, mistrz ślusarstwa, żołnierz ludowego Wojska Polskiego, porucznik w stanie spoczynku Wojska Polskiego III RP, działacz kombatancki.

## Życiorys

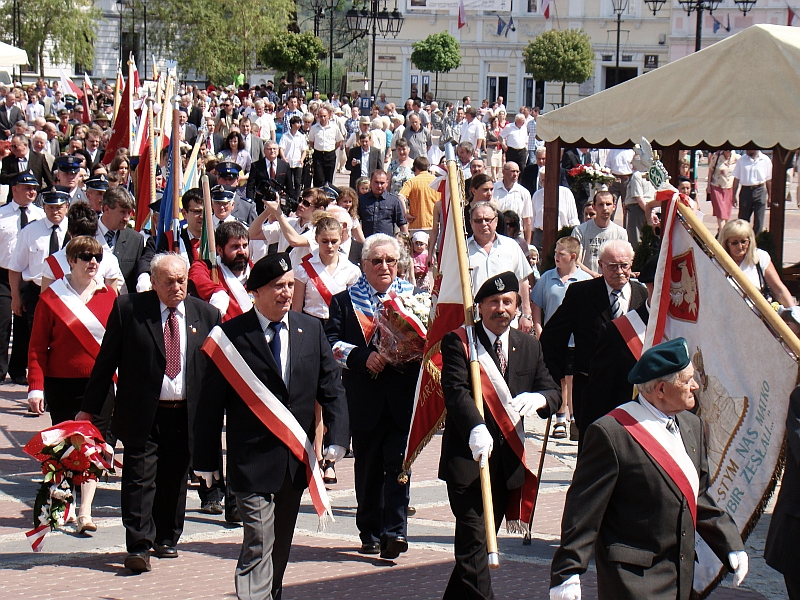
Emil Buras (po lewej z wiązanką kwiatów) podczas uroczystości Święta Konstytucji 3 maja (2012)

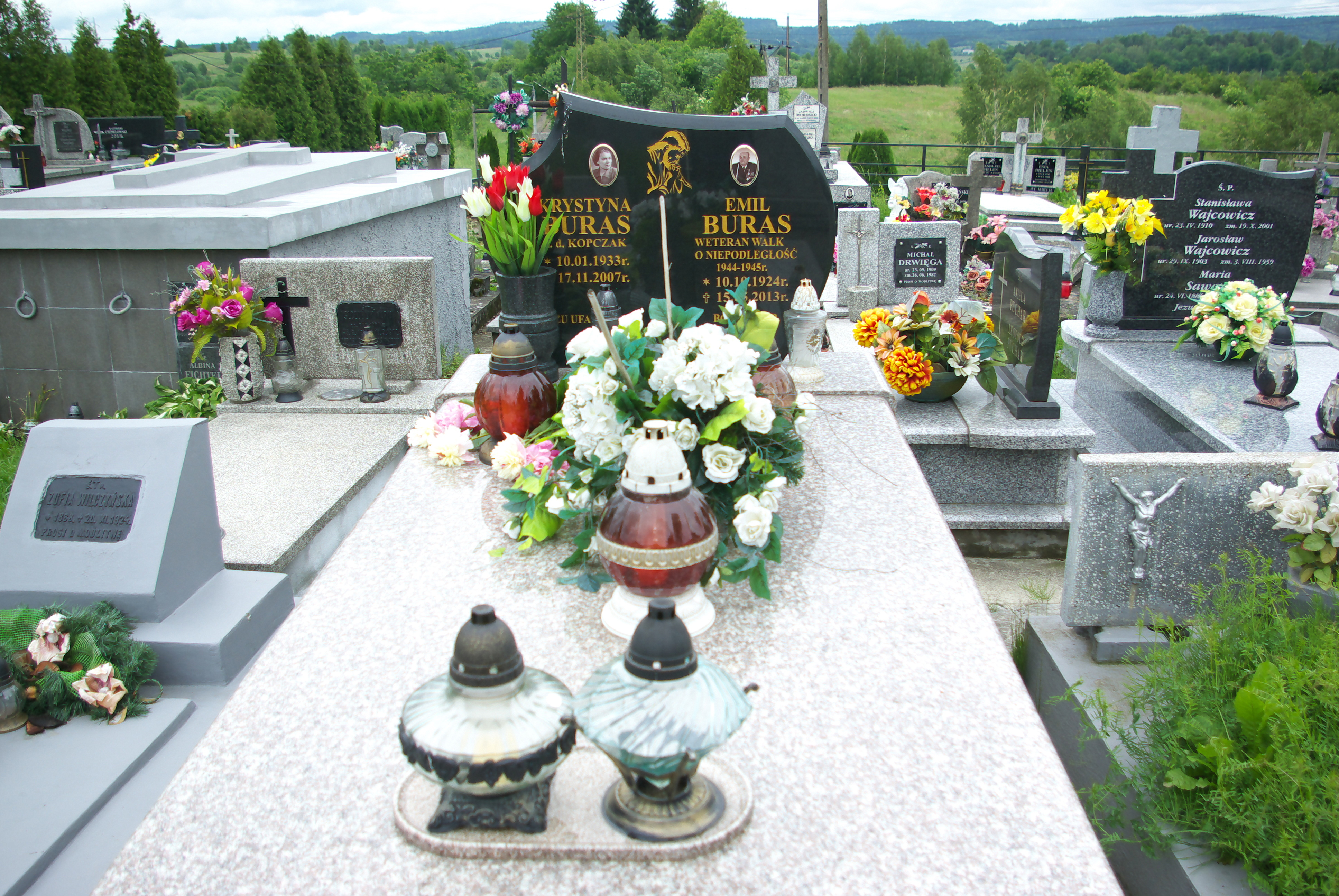
Grobowiec Emila Burasa

Urodził się w 1924 jako jedno z trojga dzieci Karola (kowal, działacz ruchu robotniczego i socjalistycznego w sanockiej fabryce, członek Rady Powiatowej Kasy Chorych w Sanoku w okresie II RP, po II wojnie światowej pełnomocnik przy parcelacji ziem). Przez całe życie był związany z dzielnicą Posada w Sanoku.
Podczas II wojny światowej 2 sierpnia 1944 był świadkiem wybuchu i pożaru na terenie Fabryki Gumy w Sanoku i jednym z pomagających ofiarom. Po nadejściu w sierpniu 1944 frontu wschodniego do miasta zgłosił się do ludowego Wojska Polskiego w listopadzie 1944. W Przemyślu został żołnierzem 6 Pomorskiej Dywizji Piechoty, przydzielonym do 14 pułku piechoty, jako szeregowy w baterii moździerzy. Od końca grudnia 1944 odbywał szlak bojowy przez Warszawę na północny zachód. Na początku 1945 brał udział w walkach o przełamanie Wału Pomorskiego, w marcu 1945 uczestniczył w bitwie o Kołobrzeg, następnie w kwietniu 1945 w forsowaniu Odry. Służył na stanowisku ładowniczego. 3 maja 1945 dotarł wraz z pułkiem do brzegów rzeki Łaba koło Sandau. Tam, po zakończeniu walk, brał udział w defiladzie. Wraz z nim w wojsku służyli wówczas jego znajomi z Sanoka, m.in. krewny Jan Senuś, Franciszek Harłacz, Władysław Gąsiorowski. Po zakończeniu działań wojennych przebywał w miejscach stacjonowania przemianowanego 14 Kołobrzeskiego pułku piechoty. Zakończył służbę 15 lipca 1945 w Żywcu. 30 kwietnia 1947 został zdemobilizowany w stopniu kaprala.
W okresie PRL pracował na stanowisku instruktora w Powiatowym Zarządzie Samopomocy Chłopskiej, później był zaopatrzeniowcem w Zjednoczeniu Państwowych Gospodarstw Rolnych. Następnie został zatrudniony w Sanockiej Fabryce Autobusów „Autosan”, gdzie pracował na stanowisku ślusarza, zaś po zdobyciu dyplomu mistrza tego fachu sprawował stanowisko kontrolera jakości. Na początku lat 60. wstąpił do PZPR. Od 1 września 1966 pełnił funkcję kierownika Zakładowego Domu Kultury w Sanoku. W listopadzie 1971 został zastępcą kierownika działu socjalnego w Autosanie. W 1975 obchodził jubileusz 35-lecia pracy zawodowej, a w 1980 obchodził jubileusz 40-lecia pracy w sanockim zakładzie. Do początku lat 80. pracował w SFA jako ślusarz w wydziale produkcji urządzeń specjalistycznych. Odszedł na emeryturę w 1981.
Działał także na polu politycznym i społecznym. Do 1952 był członkiem Komisji Rolnictwa Miejskiej Rady Narodowej w Sanoku. Sprawował mandat radnego MRN w Sanoku w kadencji 1954-1958 i został odwołany z tej funkcji w październiku 1956 z powodu nieuczestniczenia w sesjach. Był śpiewakiem amatorem.
W PRL należał do Związku Bojowników o Wolność i Demokrację, 28 listopada 1982 został wybrany członkiem zarządu. Pełnił funkcję prezesa Związku Kombatantów i Osób Represjonowanych w Sanoku, od 2009 wiceprezesa, a od 2011 prezesa koła powiatowego Związku Kombatantów RP i Byłych Więźniów Politycznych w Sanoku. W 2002 pozostawał w stopniu podporucznika, a do końca życia był w stopniu porucznika rezerwy w stanie spoczynku.
Imię 6 Pomorskiej Dywizji Piechoty nadano Gimnazjum nr 4 w Sanoku przy ulicy Jana Pawła II w dzielnicy Wójtostwo. Emil Buras odwiedzał tę szkołę z prelekcjami.
Zmarł 15 maja 2013. Został pochowany na Cmentarzu Posada w Sanoku 18 maja 2013.
Od 1949 jego żoną była Krystyna z domu Kopczak (1933–2007). W 2000 para obchodziła jubileusz 50. rocznicy zawarcia małżeństwa. Mieli troje dzieci, w tym córkę Łucję.

## Odznaczenia i ordery
Polskie
- Krzyż Kawalerski Orderu Odrodzenia Polski (1977)[15]
- Srebrny Krzyż Zasługi
- Srebrny Medal Zasłużonym na Polu Chwały
- Medal za Warszawę 1939–1945
- Medal za Odrę, Nysę, Bałtyk
- Medal Zwycięstwa i Wolności 1945
- Medal „Za udział w walkach o Berlin”
- Medal 10-lecia Polski Ludowej (1954, na wniosek Zarządu Głównego Związku Samopomocy Chłopskiej)[31]
- Medal 30-lecia Polski Ludowej (1974)[32]
- Medal za Długoletnie Pożycie Małżeńskie (1999)[33]
- Medal „Opiekun Miejsc Pamięci Narodowej”
- Odznaka „Weteran Walk o Wolność i Niepodległość Ojczyzny” (1995)
- Odznaka „Zasłużony dla Sanoka” (1983)[34]
- Odznaka „Zasłużony dla Sanockiej Fabryki Autobusów” (1975)[35]
- Odznaka „Zasłużony Działacz Związku Zawodowego Metalowców” (1976)[36]
- Odznaka „Za Zasługi dla Związku Kombatantów RP i Byłych Więźniów Politycznych” (2002)[37]
- Kombatancki Krzyż Pamiątkowy Zwycięzcom (2011)[38]

Radzieckie i rosyjskie
- Medal „Za wyzwolenie Warszawy” – Związek Radziecki
- Medal „Za zdobycie Berlina” – Związek Radziecki
- Medal jubileuszowy „65-lecia zwycięstwa w Wielkiej Wojnie Ojczyźnianej 1941–1945” – Federacja Rosyjska (2011)[39]